# Базиліка Преображення Господнього (Кременець)
Собор Преображення Господнього Православної Церкви України (колишня Базиліка Святи́х Ігна́тія Лойо́ли і Стані́слава Ко́стки або Костел оо. Єзуїтів) — сакральна споруда, домінанта комплексу монастиря оо. Єзуїтів у Кременці на Волині. Збудований архітектором Павлом Гіжицьким за проєктом архітектора Паоло Фонтана у першій половині XVIII століття в стилі пізнього бароко. Нині — Церква Преображення Господнього ПЦУ. Найвища будівля міста.

## Історія
На прохання князя Міхала Сервація Вишневецького в 1729 році Павло Карл Санґушко надіслав йому на розгляд три різних плани храмів, автором яких слід вважати архітектора Паоло Фонтану. Вибір М. С. Вишневецького зупинився на проєкті святині з монастирем і школою, після чого до його реалізації було залучено кременецького архітектора, єзуїта Павла Гіжицького. Аналіз архітектури базиліки (ширше — комплексу) дозволяє говорити про сплав талантів обох архітекторів у її остаточному вирішенні, проте й дозволяє виокремити прийоми притаманні кожному архітекторові зокрема.
Будівництво тривало протягом 1731—1743 років.
За часів СРСР костел використовувався як спортивне приміщення навчального закладу.

## Опис базиліки

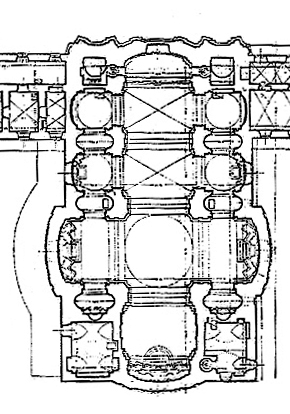
Поземна проекція. М. Мушинська-Красновольська. Фрагмент. 1939 рік

За поземним планом комплекс споруд наближений до літери Н. Костел — тринавовий з трансептом, в перехресті — висока гранчаста баня, вкрита бароковим куполом з ліхтариком. Вівтарна частина й крила трансепту трохи заокруглені, що значно посилює красу й виразність будівлі. Від підлоги до віщої позначки в інтер'єрі костел має 28 метрів. Бічні нави за єзуїтів були відведені під каплиці.
Коридорною системою костел поєднано з корпусами келій, що в зимову пору давало змогу дістатися всіх частин комплексу без виходу на подвір'я. Бічні крила комплексу попереду мають наріжні башти й утворюють парадний двір на зразок палацового курдонеру. Ухил земельної ділянки спонукав архітектора до створення штучної тераси, вдало прикрашеної парадними сходами, балюстрадами й кам'яними ліхтарями в стилі рококо. Малюнок балюстрад і ліхтарів не має аналогів в Україні. Фасади комплексу розділені на барокові частини-«дзеркала». Контрастне фарбування «дзеркал» і деталей фасадів надає комплексу палацової краси й вишуканості, більш притаманних світським будівлям доби пізнього бароко чи рококо.
Наприкінці XX століття комплекс колегіуму визнано видатною пам'яткою архітектури країни.

## Галерея

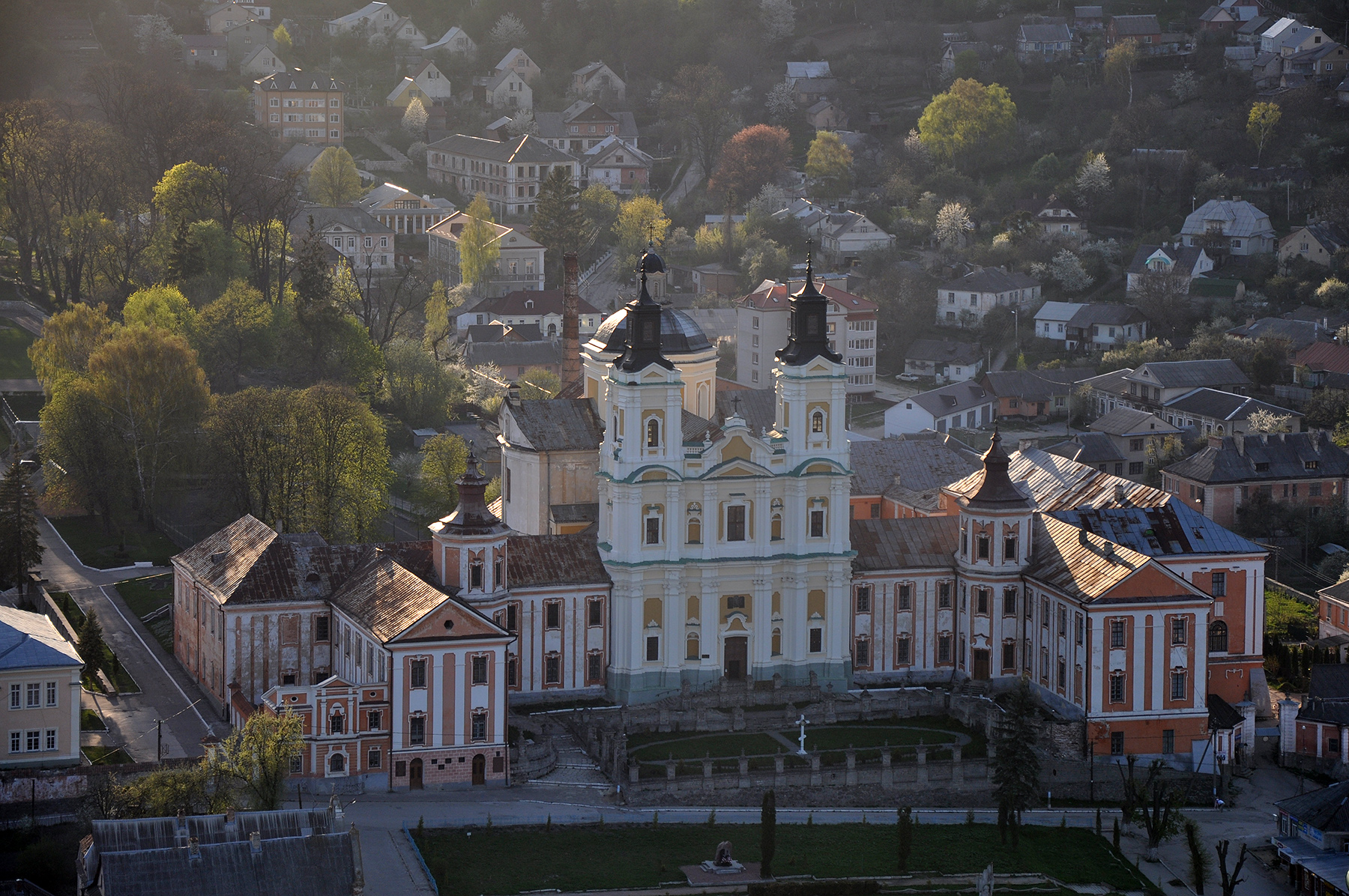
Вид на Костел оо. Єзуїтів з гори Бони